# Christian Streich
Christian Streich (Weil am Rhein, 11 juni 1965) is een Duits voetbalcoach. Hij vertrok in 2024 als trainer van SC Freiburg.

## Carrière
Streich was als speler onder meer actief voor SC Freiburg en het was dan ook geen verrassing dat hij bij die club aan de slag ging als jeugdtrainer. Onder zijn leiding promoveerde een aantal spelers naar het profvoetbal, onder wie Dennis Aogo, Jonathan Pitroipa, Daniel Schwaab, Ömer Toprak en Oliver Baumann. In de zomer van 2011 werd Streich, die al eerder assistent was, de eerste en belangrijkste assistent van Marcus Sorg, die de naar Bayer Leverkusen verkaste Robin Dutt vervangen had. Op 29 december werd Streich echter aangesteld als hoofdtrainer, nadat Sorg zijn congé had gekregen. Op dat moment verkeerde Freiburg in degradatienood, maar onder leiding van Streich eindigde de club op een veilige twaalfde plek. Een seizoen later werd Freiburg zelfs vijfde, de hoogste klassering voor de Zuid-Duitse club sinds 1994/95 en mocht meedoen aan de UEFA Europa League 2014/15. Bovendien werd dat seizoen de halve finale van de DFB-Pokal gehaald. Streich kon het knappe seizoen geen goed gevolg geven; het seizoen daarna (2014/15) was kleurloos, met een 14e plaats in de Bundesliga, een vroege bekeruitschakeling in de derde ronde en ook in de Europa League bleef Freiburg steken in de poulefase. In het seizoen 2015/16 degradeerde Freiburg onder Streich zelfs naar de 2. Bundesliga, maar hij bleef wel aan als hoofdcoach. Streich werd met Freiburg echter gelijk weer kampioen in de tweede divisie en promoveerde dus terug naar de hoogste klasse. Freiburg eindigde in het eerste seizoen na de promotie (2016/17) op de zevende plek. Aan het einde van het seizoen 2023/24 besloot Streich om na twaalf jaar te vertrekken bij Freiburg.

## Erelijst

### Trainer
SC Freiburg
- 2. Bundesliga

2015/16